# Veranda

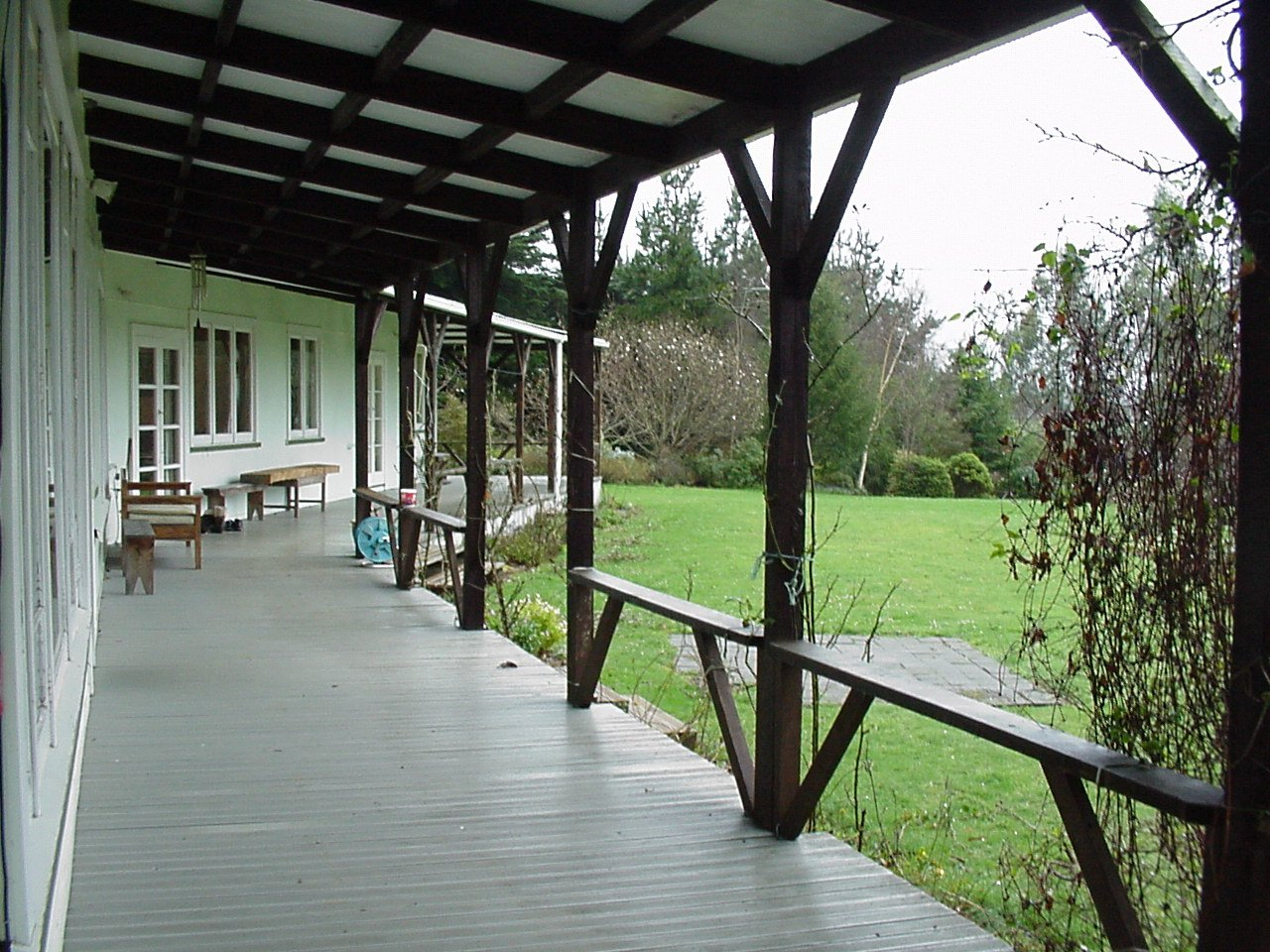
Veranda rodeando una casa.

Una veranda es una galería o porche techado abierto. También puede ser descrita como una galería abierta con columnas, generalmente techada, construida alrededor de una estructura central. A menudo se encuentra rodeada por una baranda y frecuentemente se ubica en el frente o laterales de la estructura.

## Historia del vocablo
- Wikcionario  tiene definiciones y otra información sobre veranda.

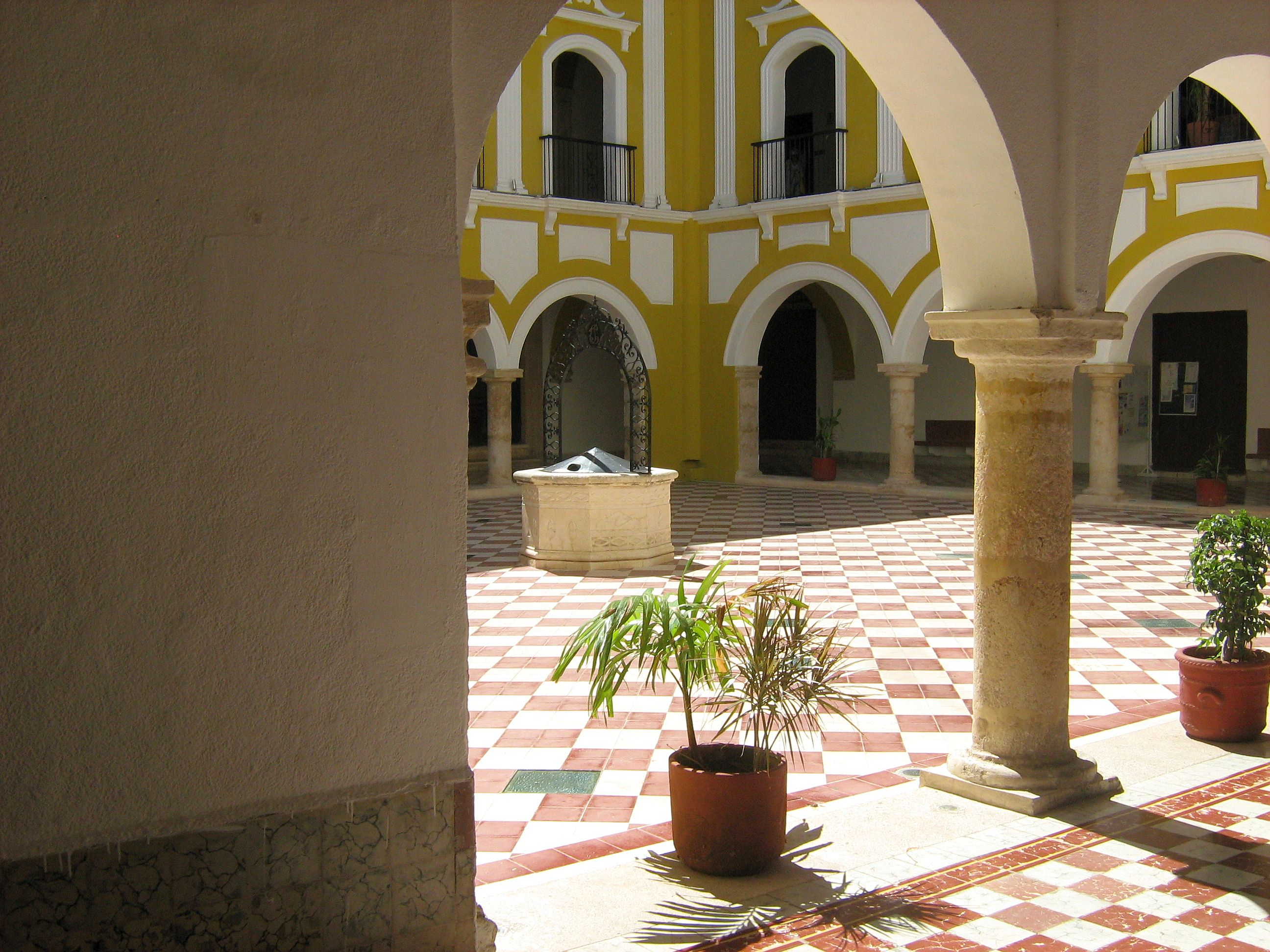
Claustro del Instituto Campechano, México.

En español es una palabra de uso antiguo proveniente de "vera" sinónimo de "margen", "orilla", del celtolatino viria ("círculo"), "anillo" o "aro". 
La vera es el terreno inmediatamente adyacente a algo, en especial un río o un camino. Figura en la etimología de muchas poblaciones como Vera de Moncayo, o en canciones como "A tu vera".
La palabra varanda (baranda o barandilla en español), hace referencia a la baranda, balaustrada o balcón y su etimología procede de "bara", de "vara" o "barra", sinónimos de "ana", o "larguero" de madera.
A pesar de que según el Oxford English Dictionary, la palabra inglesa verandah se originó en la India donde se la encuentra en varios idiomas nativos, como una modificación de la palabra persa "Bar-Amada" en inglés la palabra es de origen español o del portugués varanda. A pesar de que la forma "veranda" es correcta y muy común en inglés, algunas autoridades prefieren la versión con h que parece ser una variante originada por el Oxford Dictionary.

## Estilos arquitectónicos que se distinguen por el uso de verandas

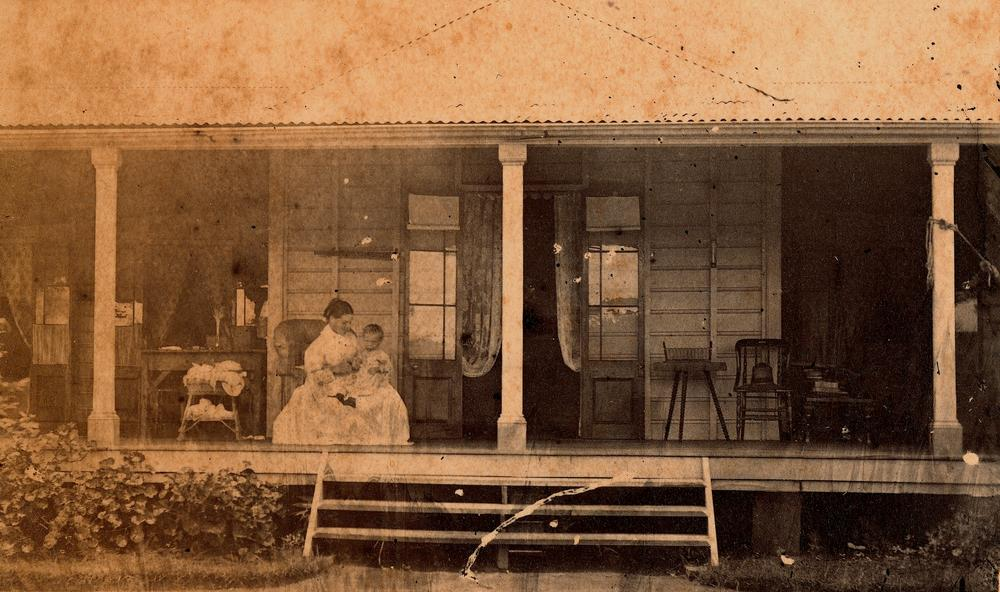
Winifred Rawson cuidando de su hijo en la veranda de The Hollow, cerca de Mackay, Australia, ca. 1873.

Los países ibéricos se caracterizan por su uso prominente de verandas, adaptados a los climas subtropicales y caracterizados por amplias terrazas o galerías a modo de claustros, a menudo en el estilo filigrana. Tradicionalmente usadas en la arquitectura colonial española ( al "estilo de las Mansiones"). En la península ibérica fue usado primeramente en monasterios cistercienses construidos de piedra, para ser adoptado después en las casas y palacios islámicos de España y más tarde en las zonas rurales. Se hizo popular en el oeste de Estados Unidos en la década de 1900, comúnmente incorporan terrazas, tanto en el exterior de los edificios, como en el interior en los casos de edificios con patio, a lo largo de las paredes interiores de los patios. En algunos casos, las casas se construyen con cada habitación abriéndose a un patio terraza, en lugar de pasillos interiores o conexiones directas a otras habitaciones.
La veranda es uno de los numerosos elementos arquitectónicos híbridos modernos y es el estilo distintivo de la arquitectura de la India, que evolucionó como un híbrido con elementos de oriente y occidente.
La veranda se ha utilizado mucho en la arquitectura vernácula de Australia, se popularizó en los edificios coloniales hacia la década de 1850. El estilo de arquitectura Filigree victoriana es utilizada en residencias (particularmente casa de ladrillo en Australia y Nueva Zelandia) y en edificios comerciales (especialmente hoteles en Australia el mismo presenta mamparas decorativas de fundición de hierro, o entramado de madera. El estilo de Queensland es un estilo de construcciones residenciales utilizado en Queensland, Australia, el cual se encuentra adaptado para climas subtropicales y se caracteriza por amplias verandas, a menudo en estilo Filigree.
El palacio municipal criollo en Nueva Orleans (Luisiana) se destaca por el uso prominente de verandas.